# Stichtse Vecht
Stichtse Vecht é um município dos Países Baixos, situado na província da Utreque. Tem 106,82 km² de área e sua população em 2020 foi estimada em 65.087 habitantes.